# Propane
Le propane est un alcane linéaire de formule C3H8. On parle de biopropane s'il est d'origine non fossile.
Dans les années 2020, l'essentiel de la production est dérivé d'autres produits pétroliers par des processus de thermochimie de gaz ou de pétrole, mais il peut être dérivé du biogaz. Il est couramment utilisé comme source d'énergie chimique par combustion dans les moteurs à combustion interne, chaudières et barbecue.
Il est généralement vendu à l'état liquide, sous forme de GPL notamment (c'est l'un de ses constituants principaux). Un additif, l'éthanethiol, est utilisé comme odorant pour signaler les fuites éventuelles.

## Utilisation
Le propane est principalement utilisé comme combustible et carburant (c'est le principal composant du gaz de pétrole liquéfié).
Dans l'industrie, il est également utilisé comme réactif pour :
- la production de l'éthylène et du propène au moyen du vapocraquage ;
- dans la synthèse du tétrachloroéthylène et du tétrachlorométhane par chlorolyse ;
- (depuis peu) pour synthétiser (par conversion catalysée sur zéolithe) du benzène, du toluène et du xylène[16] ;
- (depuis peu) en alternative ou complément à la fracturation hydraulique pour la fracturation et la stimulation de roches-réservoir afin d'en extraire du gaz naturel (gaz de schiste) selon une méthode développée par GasFrac[17], une petite compagnie gazière basée à Calgary (Alberta), spécialisée dans la fracturation hydraulique, qui cherchait une solution aussi efficace, mais moins consommatrice d'eau[18]. Le propane (on utilise aussi parfois de l'azote, ou un mélange de gaz) s'insinue mieux et plus loin dans les microfissures de la roche, et en ressort plus facilement que l'eau. C'est cependant un fluide beaucoup plus dangereux à manipuler que l'eau.

Une oxydation catalytique est possible en utilisant du platine ou du palladium comme catalyseurs. Parce que le propane est une matière première bon marché et abondante, son oxydation sélective en monomères (propylène,,,, acide acrylique,,,) est étudiée intensivement.

## Propriétés physico-chimiques
Le propane est un gaz plus dense que l'air (1,5 fois) dans les conditions normales de température et de pression, il forme donc des poches au sol dans une pièce remplie d'air. Il se décompose à partir d'une température supérieure à 780–800 °C.
La combustion du propane est plus propre que celle de l'essence (grâce à son rapport H/C avantageux), mais significativement plus polluante que celle du méthane ou de l'hydrogène. La présence de liaisons C-C crée des résidus organiques en plus de la vapeur d'eau et du dioxyde de carbone. Ces produits rendent la flamme visible.

## Production et synthèse
Le propane est principalement issu de la purification du gaz naturel ou de la séparation des gaz de pétrole liquéfiés (propane et butane) provenant de la distillation du pétrole brut,.

## Effets sur le climat
La Terre en libère une mégatonne par an dans l'atmosphère. Par comparaison la consommation mondiale de GPL et de ses dérivés s'élève à 275 Mt/an.
Le propane n'est pas considéré comme un gaz à effet de serre (GES), alors que le méthane l'est[réf. nécessaire]. Par conséquent, l'effet du propane sur le climat est limité à l'effet du dioxyde de carbone et autres GES émis par sa combustion et sa production[réf. nécessaire]. Dans le cas du méthane, il faut ajouter l'émission du gaz lui-même, par exemple par le bétail mais aussi par fuites à toutes les étapes de l'extraction à la consommation[réf. nécessaire].

## Biopropane
Le biopropane est un gaz issu de biomasse, ayant la même composition chimique que le propane du commerce, donc à ne pas confondre avec le méthane. 
Dans le cas de la première raffinerie européenne de Neste à Rotterdam, il s'agit d'un coproduit de la production du biodiesel  à partir de 68 % de déchets industriels (huiles de cuisson, résidus de graisse animale (provenant principalement d'Asie, mais aussi d’Europe et de France) et huiles végétales (colza et huile de palme qui constituent les 32 % restants du mélange)),.
Selon les analyses de cycle de vie commandées par Primagaz (évaluée durant un an avec l'ADEME) « Le biopropane émet 60 g de CO2 équivalent/kWh [16,7 g/MJ], soit environ 78 % de moins que les énergies fossiles de référence […] 36 g de CO2 éq/kWh [10 g/MJ] sont dus à l’approvisionnement en biomasse, 22 g [6,1 g/MJ] à la fabrication, 0,5 g [0,14 g/MJ] au transport maritime et 1,5 g [0,42 g/MJ] à la distribution […] le fioul émet cinq fois plus de CO2 équivalent » que le biopropane, faisant de ce dernier « le combustible le moins émissif du marché […] Le biopropane de Primagaz est produit à Rotterdam en Hollande, par Neste, avec qui SHV Energy a conclu un partenariat d’exclusivité portant sur la production de 40 000 t de biopropane par an dès 2018 ». La moitié des projets de construction de maisons individuelles desservies par Primagaz le seront en biopropane dès 2019 selon Primagaz, de même, probablement, que certains éco-quartiers habitats sociaux en projet. Tout le territoire, dont les 27 000 communes non desservies par le réseau gazier, y aura potentiellement accès. En outre, une bouteille de gaz biopropane est prévue avant la fin 2018. En 2018, Primagaz envisage  d'intégrer 8 % de biopropane dans le GPL de 1 750 stations françaises, mais n'importera en 2020 que 3 % de ses ventes.

## Économie

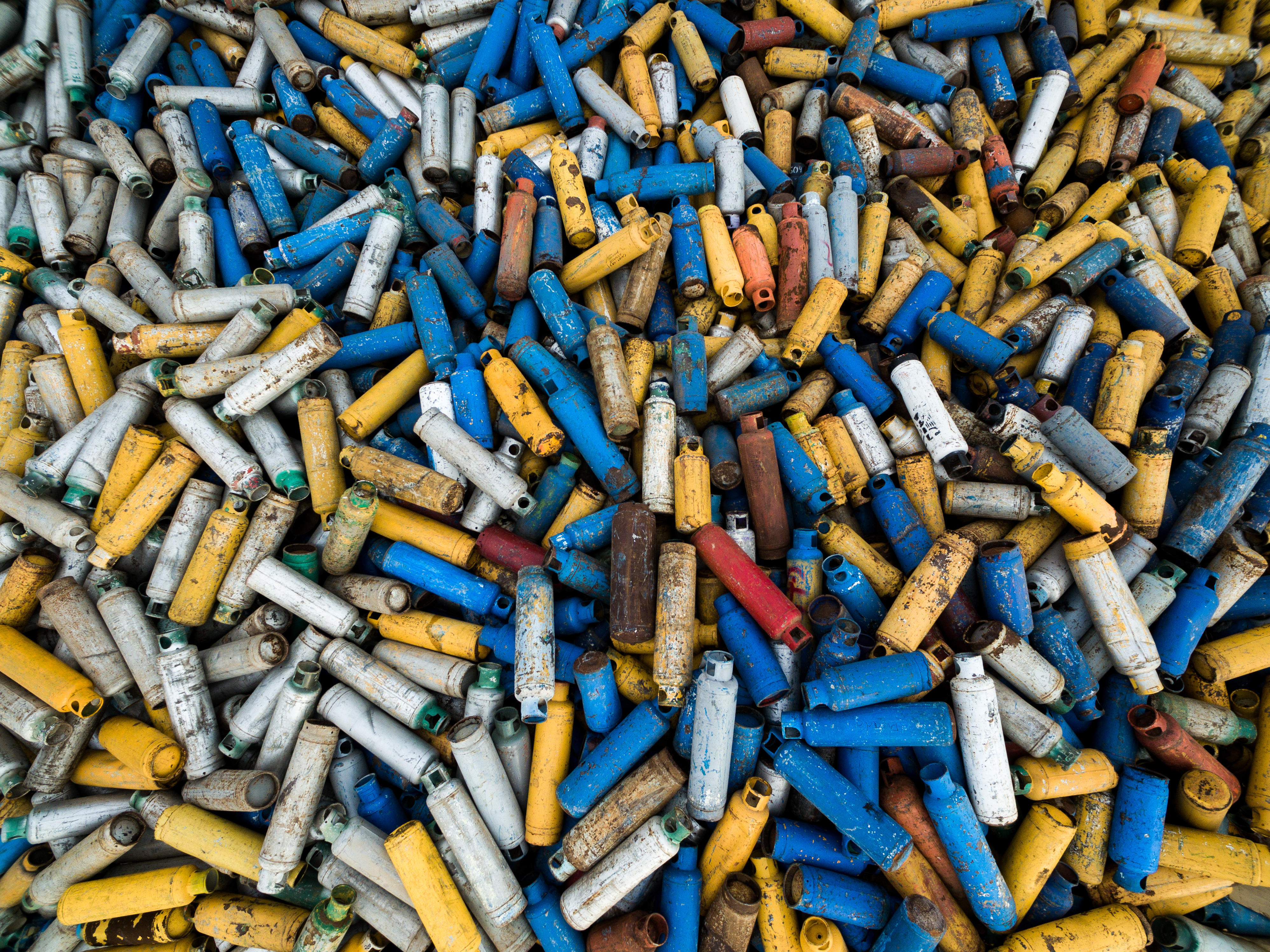
Bouteilles de propane à recycler au centre de traitement de Silao, Mexique. Mai 2017.

Le propane est utilisé dans des citernes, aériennes ou enterrées, et remplies une ou plusieurs fois par an par des fournisseurs, appelés propaniers. La citerne est généralement mise à disposition gratuitement en échange d'un engagement sur plusieurs années.
En France, le marché du gaz propane est un oligopole entre Antargaz (Anciennement Antargaz-Finagaz), Butagaz, Primagaz et, dans une moindre mesure, Vitogaz.
Les fournisseurs facilitent l'accès au gaz en installant des citernes dans les logements qui ne sont pas reliés au gaz de ville (gaz naturel). Il existe aussi des citernes de fioul, mais le propane est une énergie plus propre à consommer lors de sa combustion.